# دومینیک کرن
دومینیک کرن (فرانسوی: Dominique Crenn‎؛ زادهٔ ۷ آوریل ۱۹۶۵) سرآشپز اهل فرانسه است. او تنها سرآشپز زن در ایالات متحده آمریکا بود که سه‌ستاره میشلن را برای رستورانش آتلیه کرن در سان فرانسیسکو کسب کرد. چندین برنامه شبکهٔ فود نت‌ورک و چند برنامه‌های تلویزیونی دیگر به کرن پرداخته‌اند. وی مدتی سرآشپز هتل اینترکنتیننتال جاکارتا و تنها سرآشپز ارشد زن در اندونزی بود که به‌دنبال شورش‌های مه ۱۹۹۸ اندونزی مجبور به ترک این کشور شد.
وی همچنین برندهٔ جوایزی همچون شوالیه نشان ملی شایستگی شده‌است.